# Baie de Morlaix
La baie de Morlaix (parfois qualifiée de rade) est une baie située en France, à l'ouest de la Bretagne et à l'entrée sud de la Manche.

## Géographie

### Localisation
La baie se trouve au nord du Finistère.
Elle est entre le Léon et le Trégor, dans laquelle aboutissent la rivière de Morlaix et la Penzé.

### Géologie
La baie est située dans le nord-ouest de la péninsule bretonne au fond de la ria du Dossen qui s'encaisse entre les plateaux du Trégor à l'est et du Léon à l'ouest.

### Îles de la baie
La baie comporte une multitude d'îles, îlots et rochers, notamment à marée basse :
- l'île Callot[4] ;
- l'îlot rocheux sur lequel est édifié le château du Taureau[2] ;
- l'île Louët[5] ;
- l'île Stérec[1] ;
- l'île Noire, sur laquelle se dresse un phare[6] ;
- l'îlot Sainte-Anne, aujourd'hui relié au continent par un tombolo[1].

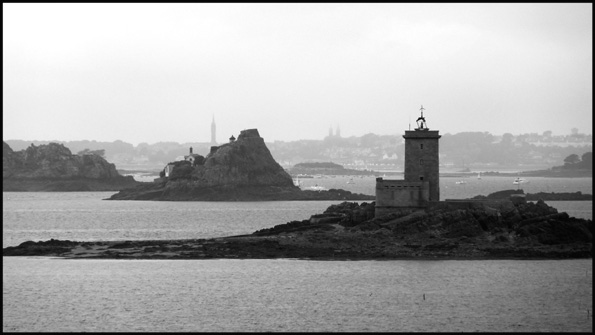
Vue de la baie depuis Barnenez.

## Patrimoine

### Naturel
- une réserve ornithologique[7].

### Historique
- Château du Taureau[8].

### Loisirs
- base nautique de Carantec[9] ;
- pêche à pied[10].